# Ramiseto
Ramiseto (emilián nyelven Ramṣèit, ramisetói nyelvjárásban Ramṣé) település Olaszországban, Emilia-Romagna régióban, Reggio Emilia megyében.  Ramiseto Busana, Castelnovo ne’ Monti, Collagna, Comano, Monchio delle Corti, Vetto és Palanzano községekkel határos.

## Népesség
A település lakossága az elmúlt években az alábbi módon változott: